# Berwick (Luizjana)
Berwick – miasto w Stanach Zjednoczonych, w stanie Luizjana, w parafii St. Mary.